# Michael Bruun
Michael Bruun Pedersen, más conocido como Michael Bruun (Skive, 8 de octubre de 1970) fue un jugador de balonmano danés que jugó de portero. Fue un componente de la Selección de balonmano de Dinamarca.
Con la selección logró la medalla de bronce en el Campeonato Europeo de Balonmano Masculino de 2002. En la actualidad forma parte del cuerpo técnico del Team Tvis Holstebro.

## Clubes
- Team Tvis Holstebro ( -2011)
- Mors-Thy HB (2011-2012)